# Perfect Dark (videojuego cancelado)
Perfect Dark es un videojuego cancelado que estuvo siendo desarrollado por The Initiative y Crystal Dynamics. El juego sería publicado por Xbox Game Studios para Microsoft Windows y Xbox Series X/S. El juego sería un reboot de la franquicia Perfect Dark, creada por Rare.

## Argumento
Perfect Dark tendrá lugar en un futuro cercano; donde el mundo ha sido arruinado por desastres ecológicos.

## Desarrollo
Perfect Dark es el primer proyecto de The Initiative, un estudio de Microsoft fundado en 2018 y dirigido por Darrell Gallagher. Gallagher, que había trabajado anteriormente en el reboot de Tomb Raider en 2013, eligió trabajar en un reinicio de Perfect Dark después de que Microsoft le presentara algunas oportunidades. Los planes para el juego ya se habían discutido antes de que Gallagher se uniera a The Initiative, con el director de Xbox, Phil Spencer, afirmando que el juego se ve como una oportunidad para que la protagonista Joanna Dark diversifique la familia Xbox. Según una fuente, el juego se ejecutará en Unreal Engine 4 y contará con "varias armas, dispositivos y un sistema de vigilancia por cámara". El director de diseño, Drew Murray, reveló que el juego se concibe como un shooter de espías y que el estudio quiere que el físico del personaje del jugador desempeñe un papel más importante que en los shooters en primera persona tradicionales. En febrero de 2021, Murray dejó The Initiative para volver a unirse a Insomniac Games. Poco después, la productora de God of War, Rhonda Cox, se unió a la compañía como productora principal del juego.

## Lanzamiento
Aunque se rumoreaba el trabajo en un reboot de Perfect Dark a principios de 2018, Perfect Dark se anunció oficialmente en The Game Awards 2020 con un avance, después de que algunas fuentes insinuaran el desarrollo del juego a principios de ese año. Como juego first-party de Microsoft, se espera que Perfect Dark se lance para las plataformas de Xbox y Windows. El juego también estará disponible para suscriptores de Xbox Game Pass.